# Frank Steffes
Frank Steffes (* 1964 in Burscheid) ist ein deutscher Kommunalpolitiker der SPD. Seit 2014 ist er hauptamtlicher Bürgermeister der Stadt Leichlingen (Rheinland).

## Leben
Frank Steffes wuchs bis zu seinem 14. Lebensjahr Leverkusener Stadtteil Quettingen auf. Im Jahr 1978 zog er mit seinen Eltern nach Leichlingen. Nach seiner allgemeinen Schulausbildung besuchte er die Höhere Handelsschule in Opladen. Danach machte er eine Lehre zum Industriekaufmann und studierte im Anschluss an der Fachhochschule Köln Betriebswirtschaftslehre. In diesem Beruf arbeitete er zwei Jahre. Danach studierte er an der Betriebswirtschaftslehre. 
Während des Studiums gründete er mit einem Freund ein EDV-Systemhaus. Nach der Wiedervereinigung kam eine Zweigstelle in Sachsen-Anhalt hinzu. Im Jahr 1993 stieg Steffes in eine Direktmarketing-Agentur für das Bildungswesen ein, die er erfolgreich weiterentwickelte. Eine selbstständige Niederlassung in Polen mit gleichem Geschäftszweck kam 2000 hinzu.
Im Jahr 1989 zog Steffes, damals als eines der jüngsten Ratsmitglieder, in den Leichlinger Stadtrat ein und war dort bis zu seiner Wahl zum hauptamtlichen Bürgermeister im Jahr 2014 in verschiedenen Ausschüssen tätig. 
Neben der kommunalpolitischen Tätigkeit war Steffes auch in verschiedenen Ehrenämtern engagiert, u. a. als Vorsitzender bei den Naturfreunden Leverkusen (Naturfreundehaus Neuenkamp) und als Vorsitzender des Vereins „Die Quelle e. V.“, dem Träger der Offenen Ganztagsschule an der Grundschule Uferstraße in Leichlingen.
Steffes ist passionierter Motorradfahrer und Hobbykoch und gilt auch als leidenschaftlicher Karnevalist, wo er in wechselnden Funktionen wirkte, u. a. war er Senatspräsident der Ehrensenatoren im Festkomitee Leichlinger Karneval.

## Politik
Steffes gewann am 15. Juni 2014 in der Stichwahl gegen seinen Gegenkandidaten Rainer Hüttebräucker (CDU) und trat damit die Nachfolge des langjährigen Bürgermeisters Ernst Müller (SPD) an.
Am 27. September 2020 gelang ihm in einem spannenden Rennen die Wiederwahl gegen seinen Herausforderer Maurice Winter (CDU).
Steffes tritt bei den Kommunalwahlen in Nordrhein-Westfalen 2025 erneut als Kandidat der Leichlinger [SPD] zur Wiederwahl als Bürgermeister an.